# Kochánky
Kochánky jsou obec v okrese Mladá Boleslav ve Středočeském kraji. Leží osmnáct kilometrů jihozápadně od Mladé Boleslavi. Žije zde 518 obyvatel.

## Historie
První písemná zmínka o obci pochází z roku 1002.

## Obyvatelstvo
| Rok            | 1869 | 1880 | 1890 | 1900 | 1910 | 1921 | 1930 | 1950 | 1961 | 1970 | 1980 | 1991 | 2001 | 2011 | 2021 |
| -------------- | ---- | ---- | ---- | ---- | ---- | ---- | ---- | ---- | ---- | ---- | ---- | ---- | ---- | ---- | ---- |
| Počet obyvatel | 814  | 819  | 826  | 832  | 820  | 873  | 830  | 612  | 613  | 530  | 448  | 392  | 383  | 436  | 474  |
| Počet domů     | 113  | 115  | 129  | 134  | 147  | 164  | 192  | 195  | 182  | 163  | 151  | 184  | 186  | 209  | 211  |

## Obecní správa

### Územněsprávní začlenění
Dějiny územněsprávního začleňování zahrnují období od roku 1850 do současnosti. V chronologickém přehledu je uvedena územně administrativní příslušnost obce v roce, kdy ke změně došlo:
- 1850 země česká, kraj Jičín, politický okres Nymburk, soudní okres Nové Benátky[6]
- 1855 země česká, kraj Mladá Boleslav, soudní okres Nové Benátky[6]
- 1868 země česká, politický okres Mladá Boleslav, soudní okres Nové Benátky[6]
- 1937 země česká, politický okres Mladá Boleslav expozitura Nové Benátky, soudní okres Nové Benátky[7]
- 1939 země česká, Oberlandrat Jičín, politický okres Mladá Boleslav expozitura Nové Benátky, soudní okres Nové Benátky[8]
- 1942 země česká, Oberlandrat Praha, politický okres Brandýs nad Labem, soudní okres Nové Benátky[9]
- 1945 země česká, správní okres Mladá Boleslav, expozitura a soudní okres Benátky nad Jizerou[10]
- 1949 Pražský kraj, okres Mladá Boleslav[11]
- 1960 Středočeský kraj, okres Mladá Boleslav[12]

### Obecní symboly
Znak a vlajka byly obci uděleny rozhodnutím předsedy Poslanecké sněmovny Parlamentu České republiky dne 9. dubna 2002.

## Doprava
Silniční doprava
- Obcí prochází silnice III. třídy. Obec leží poblíž dálnice D10 uprostřed mezi exity 21 a 27.

Železniční doprava
- Železniční trať ani stanice na území obce nejsou. Nejblíže obci je železniční zastávka (bývalá stanice) Zdětín u Chotětova ve vzdálenosti 4,5 km ležící na trati 070 v úseku z Neratovic do Mladé Boleslavi.

Autobusová doprava
- Obcí projížděly v květnu 2011 autobusové linky jedoucí do těchto cílů: Benátky nad Jizerou, Brandýs nad Labem-Stará Boleslav, Lysá nad Labem, Mladá Boleslav, Praha.[14]

## Společnost
Ve vsi Kochánky s 873 obyvateli v roce 1932 byly evidovány tyto živnosti a obchody: výroba cementového zboží, cihelna, holič, 3 hostince, 2 koláři, 2 kováři, krejčí, 3 obuvníci, pekař, 4 rolníci, řezník, 3 obchody se smíšeným zbožím, spořitelní a záložní spolek, 2 trafiky, 2 truhláři.

## Pamětihodnosti
- Přírodní památka Slepeč severně od vesnice
- Přírodní památka Stráně u Kochánek severozápadně od vsi
- Památkově chráněná brána usedlosti čp. 10
- Cihlová zvonička na návsi
- Pomník padlým před obecním úřadem
- Krucifix na návsi
- Krucifix v polích severozápadně od vsi
- Vila čp. 146 (sídlo mateřské školky)
- Park Františka Šťastného - slavnostně otevřen 12. 10. 2014

## Osobnosti
- František Šťastný (1927-2000), rodák, motocyklový závodník